# Araneus acrocephalus
Araneus acrocephalus là một loài nhện trong họ Araneidae.
Loài này thuộc chi Araneus. Araneus acrocephalus được Tord Tamerlan Teodor Thorell miêu tả năm 1887.